# 八虐
八虐（はちぎゃく）は、日本の律令の律が始めに列挙する重大犯罪類型である。謀反・謀大逆・謀叛・悪逆・不道・大不敬・不孝・不義の8つである。

## 解説
貴族の減刑特権は適用されず、恩赦にあっても位階や勲位は剥奪（除名）されたままで、扶養義務を考慮した減刑の対象からも外された。
8つの罪は、前の3つと後の5つで大別できる。前の3つ、謀反・謀大逆・謀叛は、君主や国家に害を加える犯罪である。1つの罪名で1つの罪を指す。それぞれ最初の字に「謀」があり、これは実行に着手していない予備罪を意味する。実行した場合の罪は謀を除いた反・大逆・叛である。謀の段階でみな死刑となる。後の5つは、社会・身分・家族の秩序に反する罪である。それぞれは単独の犯罪ではなく、複数の罪をおさめる分類名である。家族内の長幼の序に反する行為、天皇や神社に対する不敬、毒物製造や呪詛などの反社会行為を含む。
このような列挙は中国の律に古くからあったもので、具体的には唐律の十悪を元にしているが、「不睦」（家庭不和）「内乱」（一族を乱す犯罪、特に不倫、近親相姦など。現在の用法の内乱と意味は異なる）2つを除いている。近親に関する禁忌意識が日本で薄かったことが理由と推測される。

## 八虐の内容
謀反（むへん）天皇殺害の罪（未遂、予備を含む）。
謀大逆（むたいぎゃく）皇居や陵墓の損壊。
謀叛（むほん）国家に対する反乱、外患誘致、外国への亡命を起こすこと。
悪逆（あくぎゃく）目上の親族に対する犯罪のうち、近親の度が高く、危害が重大なもの。祖父母・父母の殺害の実行・謀議・暴行傷害、妻が夫や夫の父母を殺害する罪など。
不道（ふどう）大量殺人・呪いなど反社会的・異常な犯罪。目上の親族にたいする犯罪のうち、悪逆より近親の度が遠いか、危害が重大でないもの。叔父や兄に対する暴行、傷害など。
大不敬（だいふきょう）神社や天皇に対して無礼な振る舞いをする罪。
不孝（ふこう）他人に対して行う分には犯罪にならないが、祖父母と父母に対して行うと孝に反するため罪とされる行為。告訴、悪口、扶養しない、喪に服さないなど。
不義（ふぎ）主人・上司・師など上位者に対する殺人。妻が夫の喪に服さない罪。